# 奥尤特克国家公园
奥尤特克国家公园是一座位于加拿大努纳武特的国家公园，建于1976年。奥尤特克在因纽特语中意为永不解冻的土地。